# Antarktisgroppe
Die Antarktisgroppe (Bathylutichthys taranetzi) ist ein kleiner Fisch aus der Familie der Dickkopf-Groppen (Psychrolutidae). Sie ist nur von einem einzigen Exemplar bekannt, das aus einer Tiefe von 1650 Metern bei Südgeorgien gefangen wurde. Wahrscheinlich lebt sie im gesamten Südpolarmeer. 

## Merkmale
Die Antarktisgroppe wird nur zehn Zentimeter lang, wobei der breite Kopf ein Drittel der Körperlänge ausmacht. Sie ist schuppenlos. Die Tiere haben in der Rückenflosse 13 harte und 28 weiche Flossenstrahlen, die Afterflosse hat 36 Weichstrahlen, Hartstrahlen fehlen. Der vorn liegende Teil der Rückenflosse liegt unter der Haut. Die kleinen Bauchflossen haben nur drei Weichstrahlen. Alle Flossenstrahlen sind ungeteilt. Rücken-, After- und Schwanzflosse sind zusammengewachsen und bilden einen Flossensaum um den hinten spitz zulaufenden Körper. Ein Paar langer Barteln finden sich auf dem Unterkiefer an den Maulecken. Abgesehen von den letzten beiden Merkmalen ähneln die Fische Psychrolutes phrictus. 
Die Antarktisgroppe hat 49 Wirbel und sieben Branchiostegalstrahlen. Pflugscharbein und Gaumenbein sind unbezahnt. Antarktisgroppen haben zwei Paar äußere Nasenöffnungen. Das Seitenlinienorgan ist auf dem Rumpf ohne Poren.